# Phù thủy

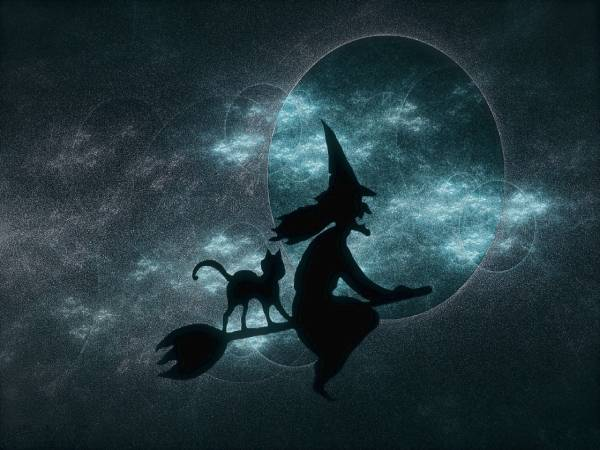
Mụ phù thủy

Phù thủy (hay Pháp sư) là những người thực hành phép thuật hay vu thuật, được cho là có năng lực siêu nhiên như gọi hồn, bói toán, tiên tri, giải hạn, chữa bệnh, nguyền rủa... Phù thủy thường bị coi là gây hại cho một cá nhân hay một tập thể, mặc dù không phải tất cả các phù thủy đều là người xấu. Thời Trung cổ, nhiều người tin rằng phù thủy có một sức mạnh lớn có thể gây ra dịch hạch và bão, gây ra băng giá và nạn ốc sên, sâu bọ hủy hoại mùa màng. Vì thế, phù thủy thường bị thiêu sống khi bị phát hiện. Nhiều phù thủy không gây hại (phù thủy trắng), họ ban phước hay giúp đỡ những người xung quanh bằng ma thuật mà họ học được.

## Từ nguyên
Từ "phù thủy" (符水) trong tiếng Việt bắt nguồn từ tiếng Trung Quốc. "Phù" (符) có nghĩa là "bùa", "thủy" (水) có nghĩa là "nước", "phù thủy" dịch sát nghĩa từng chữ là "nước bùa". Trong tiếng Trung Quốc từ "phù thủy" được dùng để chỉ thứ nước mà thầy phù thủy và đạo sĩ dùng để trừ tà và chữa bệnh. Nước bùa có thể được hoà tro của bùa đã bị đốt cháy, được dùng để vẽ bùa vì vậy mà được gọi là "phù thủy". Tiếng Việt dùng từ "phù thủy" để chỉ chính người dùng nước bùa, tức thầy phù thủy. Đây là nghĩa chuyển phát sinh từ nghĩa gốc chỉ nước bùa.

## Tổng quan
Những người bị xem là phù thủy phần lớn là phụ nữ — đặc biệt là những góa phụ — những người không được ai bênh vực. Ngoài ra những người già, người nghèo và những phụ nữ bào chế thảo dược cũng thường được xem là phù thủy.

### Quyền năng phù thủy
Trong cổ thư của một lữ khách Ả Rập đã mô tả buổi hành lễ ở Trung Hoa. Trước đám đông, phù thủy sử dùng quả cầu gỗ có buộc dây thừng và ném lên trời. Quả cầu bay cao và biến mất, còn lại sợi dây treo lơ lửng. Sau đó phù thủy sai một cậu bé bám vào sợi dây để leo lên trời. Ít phút sau, cậu bé biến mất. Tộc trưởng đã nói gì đó với phù thủy, phù thủy lập tức dùng dao cắt dây, từng phần cơ thể của cậu bé rớt xuống đất. Quang cảnh ghê rợn làm cho những người nhìn thấy kinh hãi. Sau đó, tộc trưởng khấn vái, các bộ phận của cậu bé dính vào nhau và cậu ta sống lại bình thường.
Kinh Mật tông Phật giáo cũng đề cập đến việc các pháp sư tạo ra những đám đông và làm họ biến mất họ từ hàng nghìn năm trước. Những người theo môn phái tu luyện này cũng thừa nhận sức mạnh của bùa chú, pháp thuật và cho rằng chúng góp phần tạo thành niềm tin tôn giáo.
Những tài liệu của Ấn Độ cổ đại cũng ghi nhận vua Pàla "bằng pháp thuật của mình tạo ra thuốc trường sinh phân phát cho mọi người để những người hơn 100 tuổi trẻ lại". Những lễ nghi của dòng Mật tông thường giữ kín nhưng không thể thiếu việc niệm chú, biểu diễn nhảy múa tôn giáo và thiền, trong đó các pháp sư (giống với vai trò của các phù thủy) sẽ cử hành các buổi hành lễ đó.
Ở Ai Cập cổ đại, người ta dùng pháp thuật chiếm niềm tin của công chúng. Pháp thuật gia Westcar Papyrus (1.700 năm trước CN) biểu diễn chặt đầu và nối lại. Những thầy tu cao cấp ở Hy Lạp thời đó dùng pháp thuật mở cửa đền và đốt sáng các ngọn đuốc mà không dùng các công cụ.
Ở châu Phi, phù thủy được xem như là phụ nữ già xấu xí, sống độc thân và hoạt động bí mật vào ban đêm, không ý thức được các hành động của mình. Họ bị coi là một mối đe dọa đối với cộng đồng vì người ta cho rằng phù thủy gây ra các tai họa ốm đau, đói kém, mất mùa,...
Ở Ghana, người ta làm một khu làng để giam giữ những người phù thủy để tránh tai họa.
Ở Nam Mỹ, các bộ tộc da đỏ có các phù thủy để trị bệnh. Họ tổ chức buổi nhảy múa quanh đống lửa, dùng pháp thuật lấy trong miệng người bệnh các bộ phận bị mắc bệnh.
Thời xa xưa, các phù thủy đã xuất hiện tại Việt Nam. Phù thủy có nhiều quyền năng: có thể gọi âm binh, luyện bùa, ngải. Phù thủy sai khiến âm binh đi làm việc đồng áng ban đêm như tát nước, tấn công trả thù người khác...

## Thời kỳ Trung cổ
Trong Kitô giáo và Hồi giáo, ma thuật có xu hướng bị gắn với dị giáo và bội giáo và bị xem là xấu xa. Giới lãnh đạo Công giáo, Tin Lành và thế tục ở châu Âu thời Hậu kỳ Trung cổ/Cận đại lo ngại về sự lan truyền mạnh của thuật phù thủy và dẫn đến những cuộc săn lùng phù thủy quy mô lớn. Cuốn sách Malleus Maleficarum (Cái búa của phù thủy) là sổ tay về săn lùng phù thủy, do hai tu sĩ người Đức Heinrich Kramer và Jacob Sprenger viết vào năm 1486, được cả người Công giáo và Tin Lành sử dụng. Cuốn sách được các tòa án thế tục khắp châu Âu thời Phục hưng sử dụng nhưng tòa án dị giáo cảnh báo việc tin tưởng vào nó, sách cũng bị Giáo hội Công giáo lên án là sai lầm ngay từ năm 1490.
Tác gia vô thần Sam Harris dẫn chứng rằng số lượng các phù thủy bị thiêu tại châu Âu là khoảng 100.000 người, ít hơn nhiều so với các ước lượng phóng đại lên tới hàng triệu.

## Khu vực

### MỹvàAnh Quốc
Thuật phù thủy được xem là một tôn giáo hoặc thực hành phép thuật. Wicca (tiếng Anh phiên âm: /ˈwɪkə/) là một đức tin đa thần dựa vào thiên nhiên với nguồn gốc từ nhiều nền văn hóa thuộc các bộ lạc tiền Kitô giáo ở châu Âu. Nó được hình thành ở Anh trong giai đoạn nửa đầu thế kỷ XX và được Gerald Gardner giới thiệu vào năm 1954. Khi luật phù thủy được bãi bỏ vào giữa thế kỷ XX, các vấn đề về Wicca đã được "hồi sinh" trên diện rộng và phù thủy không còn bị kỳ thị, xua đuổi như trước.

### Tanzania

#### Thực trạng
Tanzania mới ghép tội góa phụ 78 tuổi là phù thủy sau khi cáo buộc bà bỏ bùa mê thuốc lú, giết một bé trai 11 tuổi. Bà Kidawa là một trong số nhiều phụ nữ bị đổ tội làm phù thủy và châm ngòi cho làn sóng giết người bạch tạng để lấy các bộ phận cơ thể dùng trong ma thuật.
Tháng 5 năm 2014, một phụ nữ bạch tạng ở vùng nông thôn đã bị giết và lấy đi các phần cơ thể. Tháng 10 cùng năm, 7 người phụ nữ bị những người dân cùng làng tấn công và thiêu sống.
Hầu hết những người bị tấn công là phụ nữ lớn tuổi và có mắt đỏ – bị xem là dấu hiệu của phù thủy. Một số báo cáo cho thấy rằng số lượng người bị chôn sống ngày càng tăng vì bị ghép tội "phù thủy", sát hại "phù thủy" đang tăng và kẻ giết người đột nhập nhà nạn nhân lúc nửa đêm. "Hung thủ không gây hại đến các thành viên khác và không lấy thứ gì. Hung khí như dao hoặc rìu bị bỏ lại hiện trường" đa phần nạn nhân bị giết sau cái chết của người thân hay ai đó trong cộng đồng.
Trung tâm Pháp lý và Nhân quyền (LHRC) ước tính có 765 người bị buộc tội là phù thủy bị giết ở Tanzania vào năm 2013 (vào năm 2012 là 630 người), trong số đó 505 người là phụ nữ.

#### Mục đích giết phù thủy
Các nhà hoạt động nói do luật Tanzania cho phép phụ nữ hưởng quyền thừa kế ngang với đàn ông, thân nhân của họ dùng cái cớ phù thủy làm công cụ chiếm tài sản, đất đai.

#### Phản đối
Các nhóm nhân quyền lên án thực trạng chỉ vài người giết hại "phù thủy" bị khởi tố, khiến những phụ nữ lớn tuổi sống ở vùng nông thôn lo lắng. "Tôi chẳng biết phải đi đâu. Một ngày nào đó, tôi có thể bị tấn công vì đã già rồi" – bà Saada Juma, một phụ nữ 76 tuổi của làng Igigwa, cay đắng nói.
Trong khi đó, bà Hellen-Kijo Bisimba, Giám đốc LHRC, phát biểu: "Những vụ giết phụ nữ lớn tuổi vô tội tăng từ năm này sang năm khác. Do đó, các cơ quan thực thi pháp luật phải có nỗ lực ngăn chặn một cách nghiêm túc".

### Ả Rập Xê Út
Chính phủ lập ra cơ quan chống phù thủy. Ả Rập Xê Út đã đưa ra những điều luật để truy bắt và giam người bị nghi là phù thủy (đặc biệt là phụ nữ). Một nghi can đã bị bắt vì cho là có phép thuật, một người đã chết trong tù năm 2007. Nhiều người trong số bị cáo là người nước ngoài đang làm việc tại Ả Rập Xê Út.

### Gambia
Ở Gambia bắt phù thủy uống thuốc giải trừ tà ma, trước đó các nhà chức trách ở Gambia đã đưa ra những luật lệ săn lùng phù thủy. Trong năm 2009, có hơn 100 người bị giết chết vì nghi ngờ là phù thủy. Những người bị tình nghi là phù thủy bị bắt uống một loại thuốc gây ảo giác để trừ tà ma.

### Nepal
Ở Nepal, những người bị nghi ngờ là phù thủy sẽ bị thiêu sống. Vào tháng 2/2012, một người phụ nữ bị thiêu sống khi bị cho là phù thủy. Điều tồi tệ là, cái chết của cô do chính những người trong nhà vu khống. Họ cho rằng cô tạo ra phép thuật khiến người nhà bị bệnh.

### Ấn Độ
Theo thống kê của Văn phòng Tội phạm Quốc gia Ấn Độ, hàng năm có khoảng 200 phụ nữ bị tuyên án tử hình vì tội làm phù thủy.
Trong năm 2014, nhiều vụ giết người diễn ra ở Ấn Độ liên quan đến phù thủy. Trong tháng 10/2014, một người phụ nữ ở Bemetara đã bị gia đình giết chết vì nghi ngờ cô gây ra bệnh tật cho cháu trai của mình qua tà thuật.
Cuối tháng 12/2014, một cậu bé đã trở thành vật hiến tế phù thủy. Bởi người hàng xóm của cậu bé tin rằng, cái chết của cậu bé sẽ khiến cho vợ của ông ta có thai.

### Papua New Guinea

#### Thực trạng
Tại Papua New Guinea, tình trạng thiêu sống phụ nữ bị tình nghi là phù thủy đang là vấn đề nhức nhối. Phù thủy ở đây được gọi là Sanguma.
Nếu một người trong gia đình bị ốm, họ tìm một thầy lang phù thủy để tìm ra kẻ chịu trách nhiệm về căn bệnh. Vị thầy lang này chỉ tay vào người nào thì người đó là phù thủy hại người. Ở Papua New Guinea, người ta luôn lo sợ vào sự tồn tại của phù thủy có thể hại mình.
Khoảng 40 năm qua, ở Papua New Guinea có khoảng 86% người bị kết tội làm phù thủy, hầu hết là phụ nữ, họ bị tra tấn đến chết. Phụ nữ không dám ra ngoài vào ban đêm vì sợ bị tấn công.

##### Vụ việc điển hình
Tháng 6/2013, cô giáo Helen Rumbali, 40 tuổi, bị người trong làng kéo ra giữa đám đông và tra tấn trước khi chém đầu. Ngôi nhà của cô giáo này cũng bị đốt. Người dân cho rằng, cô là phù thủy với những bài thuật ma quái. Chị gái và hai cháu gái của cô giáo may mắn thoát khỏi cái chết sau khi có sự can thiệp của cảnh sát.

### Cộng hòa Dân chủ Congo

#### Hiện trạng
Những câu chuyện phù thủy ở Congo liên tục được đưa ra. Đầu tiên, Tổng thống Mobutu Sese Seko bị đảo chính vào năm 1997. Tiếp theo là cái chết bí ẩn của Tổng thống Laurent Kabila. Nhiều người cho rằng, những việc đó là do bọn phù thủy gây ra và chúng không ai khác hơn là những đứa trẻ như Ikomba và Luwuabisa. Chúng bị tống ra đường hay bị chính người thân giết chết.

#### "Giáo phái Onokoko"
Cha mẹ của những đứa trẻ "phù thủy" tìm đến một giáo phái để tìm sự thật. Đó là giáo phái đứng đầu bởi một kẻ tự xưng là Nhà tiên tri Onokoko. Quy tụ 230 đứa trẻ (đều bị buộc tội là phù thủy), Onokoko giúp chúng trở về bằng lễ trừ tà. Những đứa trẻ bị ép phải mửa ra vật bị ám. Có đứa trẻ đã ói mửa ra một con tôm thẻ, một vỏ sò hình cái sừng và có khi, một con cá sống.
Hơn 14.000 trẻ em đã bị đuổi khỏi nhà vì bị buộc tội làm phù thủy. Lũ trẻ nghĩ rằng Onokoko có thể giải thoát chúng. Giáo phái Onokoko trở nên một cứu cánh. Tuy nhiên, đại diện tổ chức Save The Children Mahimbo Mdoe cho biết, các giáo phái như Onokoko chuyên ngược đãi và lạm dụng trẻ em. Chúng bị nhét các vật lạ vào cơ thể rồi bắt phải ói ra. Thoạt đầu, Onokoko phủ nhận nhưng rồi ông đưa ra âm bản một số ảnh trong đó có tấm ảnh chụp một đứa trẻ đang cười. Trên chân phải có một vệt sáng trắng – vệt mà Onokoko cho là vì có hồn ma trong chân đứa trẻ. Nhưng "hồn ma" trong chân cậu không gì khác hơn là một lỗi tráng phim. Nhìn vào tấm hình, không biết có bao nhiêu trẻ em bị mang tiếng là phù thủy và chịu nhiều oan trái.

### Zimbabwe
Năm 2013, tại làng Magisi, tỉnh Midlands, Zimbabwe sau khi một bé gái ốm, người dân nghi đứa trẻ ốm vì một người họ hàng sai khiến yêu tinh làm hại em. Họ yêu cầu Maxwell Pira, một thầy phù thủy, tổ chức lễ trừ tà.
"Ông ta yêu cầu những người họ hàng của đứa trẻ tới buổi lễ. Sau khi cầu nguyện, ông nói ông ta có một cốc nước thánh. Theo ông, những người tham dự phải uống nước trong cốc đó để biết kẻ đã sai khiến yêu tinh. Nếu ai chết thì đó chính là thủ phạm", Emmanuel Mahako, cảnh sát địa phương kể.
Bà Jersey Mutero, 83 tuổi, và bà Erita Bhebhe, 73 tuổi, gục ngã sau khi uống "nước thánh", trong khi những người bình thường. Mọi người đưa hai bà tới bệnh viện, nhưng họ đã chết.

### Việt Nam
Ở Việt Nam, thầy phù thủy, thầy tào dùng bùa, ngải và được dân một số vùng tin tưởng và sùng bái.

### Các hoạt động về phù thủy
Trên thế giới, chỉ có một có lễ hội về phù thủy được tổ chức vào ngày 1/5 hằng năm tại Đức. Có hàng trăm phù thủy ở khắp thế giới về đây trình diễn pháp thuật. Ở đây cũng có viện bảo tàng về các dụng cụ của phù thủy.
Hà Lan có trường dạy pháp thuật phù thủy, khi tốt nghiệp sẽ được cấp chứng chỉ. Giá của khóa học là hơn 2.000 euro. Một trong những yêu cầu của các phù thủy là không được dùng pháp thuật để gây hại và phải tuân thủ pháp luật.

## Hình tượng
Hình tượng phổ biến của phù thủy trong thời trung cổ, thường được mọi người hình dung là một người đàn ông già nua xấu xí, làn da trắng bạch nổi đầy mụn cóc với chiếc mũi nhọn, ánh mắt và nụ cười ghê rợn. Ông ta mặc một chiếc mấn đen rộng thùng thình, đầu không có tóc nhìn rách rưới tả tơi.